# Emblyna cornupeta
Emblyna cornupeta är en spindelart som först beskrevs av Bishop och Ruderman 1946.  Emblyna cornupeta ingår i släktet Emblyna och familjen kardarspindlar. Inga underarter finns listade i Catalogue of Life.